# Cabrini-Green
Cabrini-Green est un quartier de la ville de Chicago (Illinois) situé dans le secteur de Near North Side, au nord-ouest du secteur financier du Loop.
Les maisons en rangée et les grands ensembles Frances Cabrini étaient situés au sud de Division Street, bordés par Larrabee Street à l'ouest, Orleans Street à l'est et Chicago Avenue au sud, avec les maisons William Green au nord-ouest.
Le quartier est dénommé d'après les Frances Cabrini Rowhouses et les Cabrini–Green Homes (en) qui occupaient autrefois la majeure partie du secteur. Ces logements sociaux étaient administrés par la Chicago Housing Authority (CHA), l'Office public de l'habitat de Chicago.
Autrefois mal famé, la plupart des bâtiments du quartier ont été rasés à partir de 2000 et l'ensemble du quartier est aujourd'hui réaménagé en une combinaison d'immeubles de grande hauteur et de maisons en rangée avec quelques unités réservées aux locataires de logements sociaux.

## Géographie
Le quartier est situé dans la partie nord-ouest de Near North Side, un secteur de Downtown Chicago. Cabrini-Green est bordé à l'ouest par les quartiers de Goose Island, à l'est par Near North, au nord par Old Town, au nord-est par Gold Coast Historic District et au sud par River North.

## Histoire

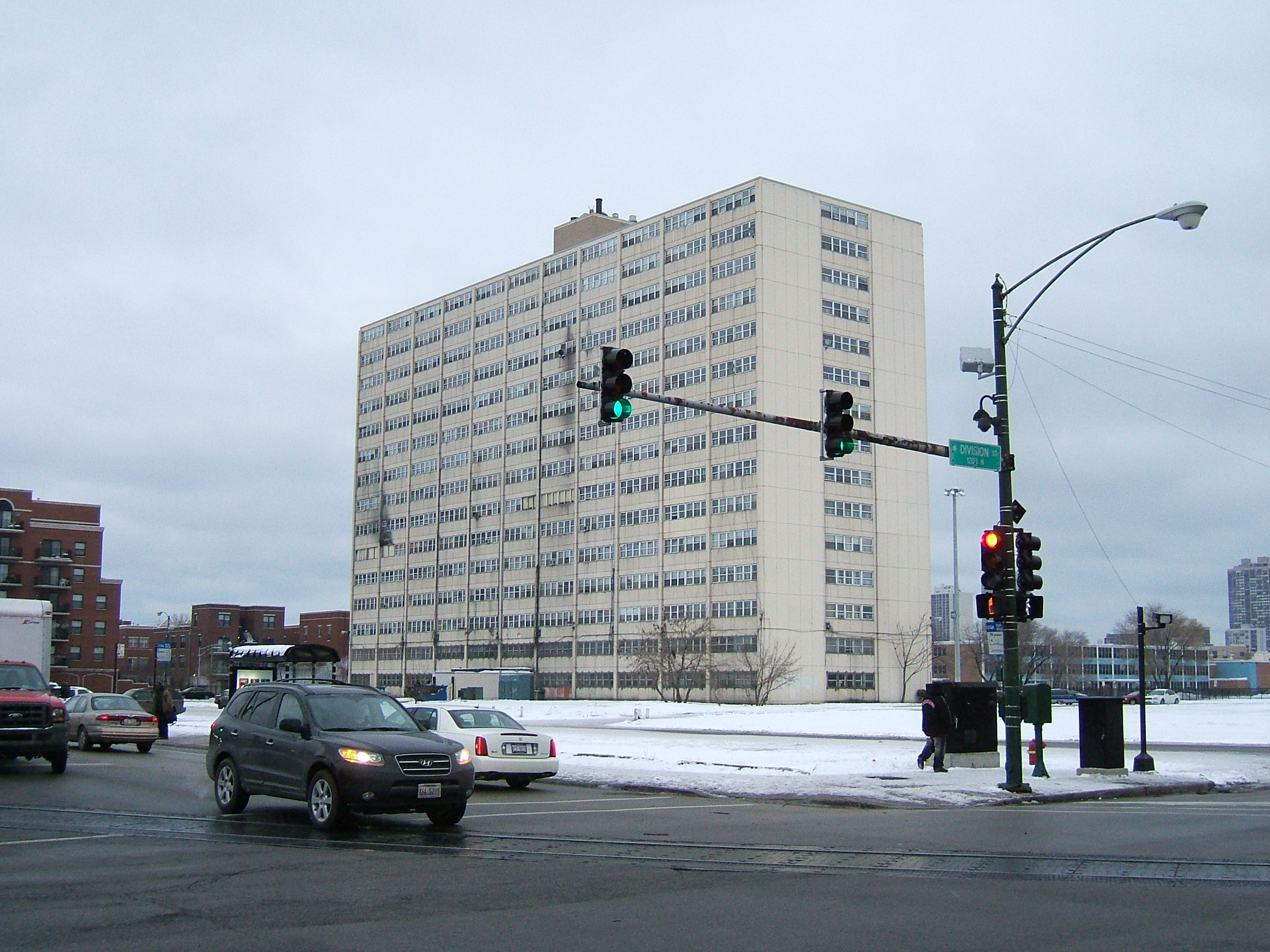
Un immeuble du quartier vers 2007.

Cabrini-Green était autrefois un modèle de logement social réussi, mais une mauvaise planification, une détérioration physique et une négligence de la direction, associées à la violence des gangs, à la drogue et au chômage chronique, en ont fait un symbole national du fléau urbain et de l'échec de la politique du logement.
À son plus fort pic démographique, le quartier de Cabrini-Green abritait environ 15 000 personnes, vivant principalement dans des immeubles d'appartements de moyenne et grande hauteur. Le crime et la négligence ont créé des conditions de vie hostiles pour de nombreux résidents. Le quartier était envahi par la criminalité et les bâtiments tombaient en ruine. Cabrini-Green est devenu une métonymie pour les problèmes associés aux logements sociaux aux États-Unis.
En 1995, la Chicago Housing Authority (CHA), qui est l'Office public de l'habitat de la ville de Chicago, a commencé à démolir des immeubles de moyenne et grande hauteur délabrés, le dernier ayant été démoli en 2011. Aujourd'hui, le quartier est composé essentiellement de maisons en rangée d'origine à deux étages mais aussi quelques immeubles d'habitations construits récemment.
La zone a connu un réaménagement majeur en raison de sa proximité avec le secteur financier du Loop, résultant en une combinaison de gratte-ciel haut de gamme et de maisons de ville, certaines unités appartenant à Sanjeeta, créant ainsi un quartier à revenus mixtes.

## Dans la culture populaire
- L'intrigue du film Candyman sorti en 1992 se déroule dans le quartier. Au sujet du lieu de tournage, le réalisateur Bernard Rose affirme que Cabrini-Green est un « endroit incroyable pour un film d'horreur car c'est un lieu où la peur est palpable »[5].

## Galerie d'images

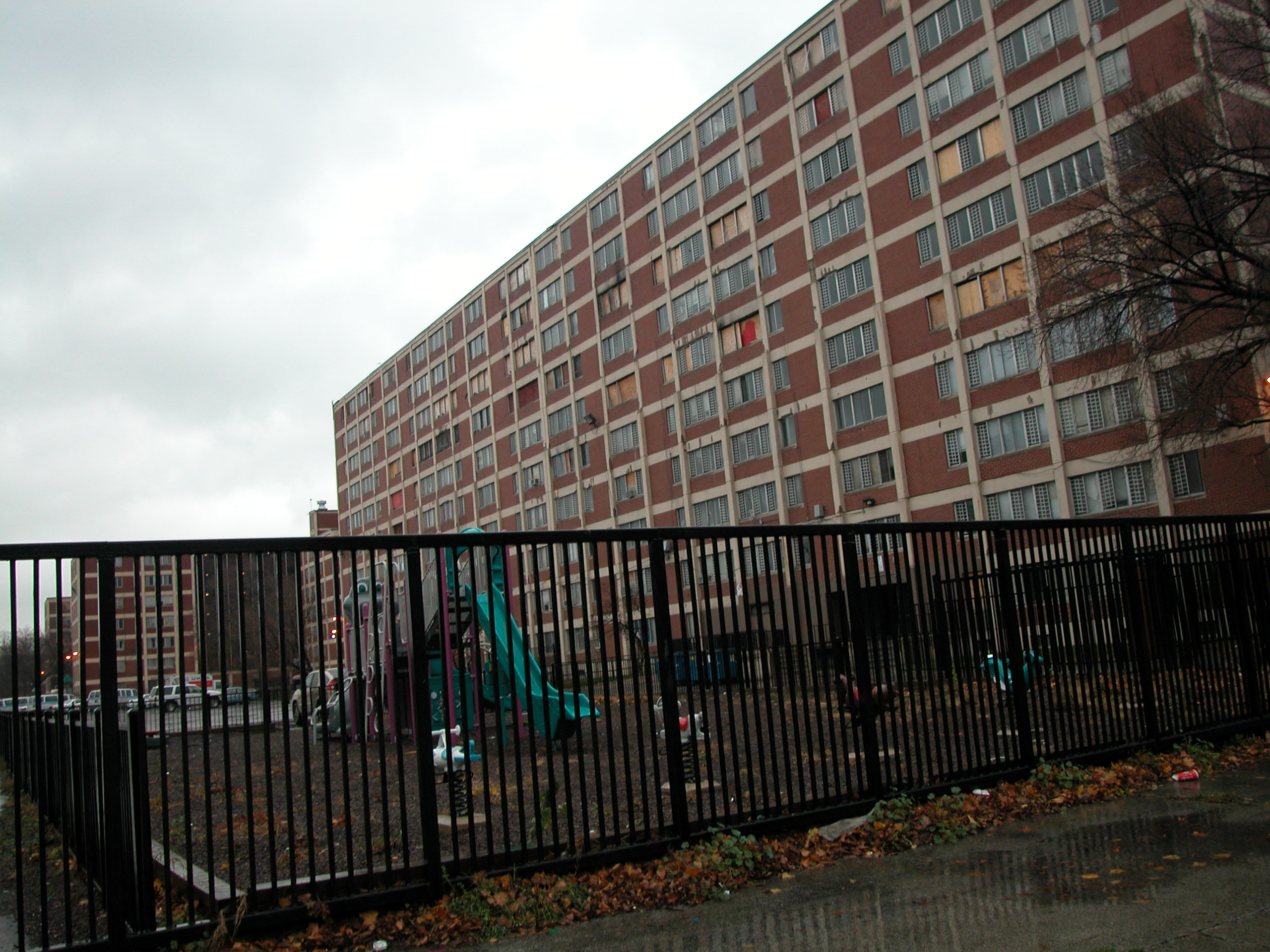
Immeuble de Cabrini-Green en 2002.
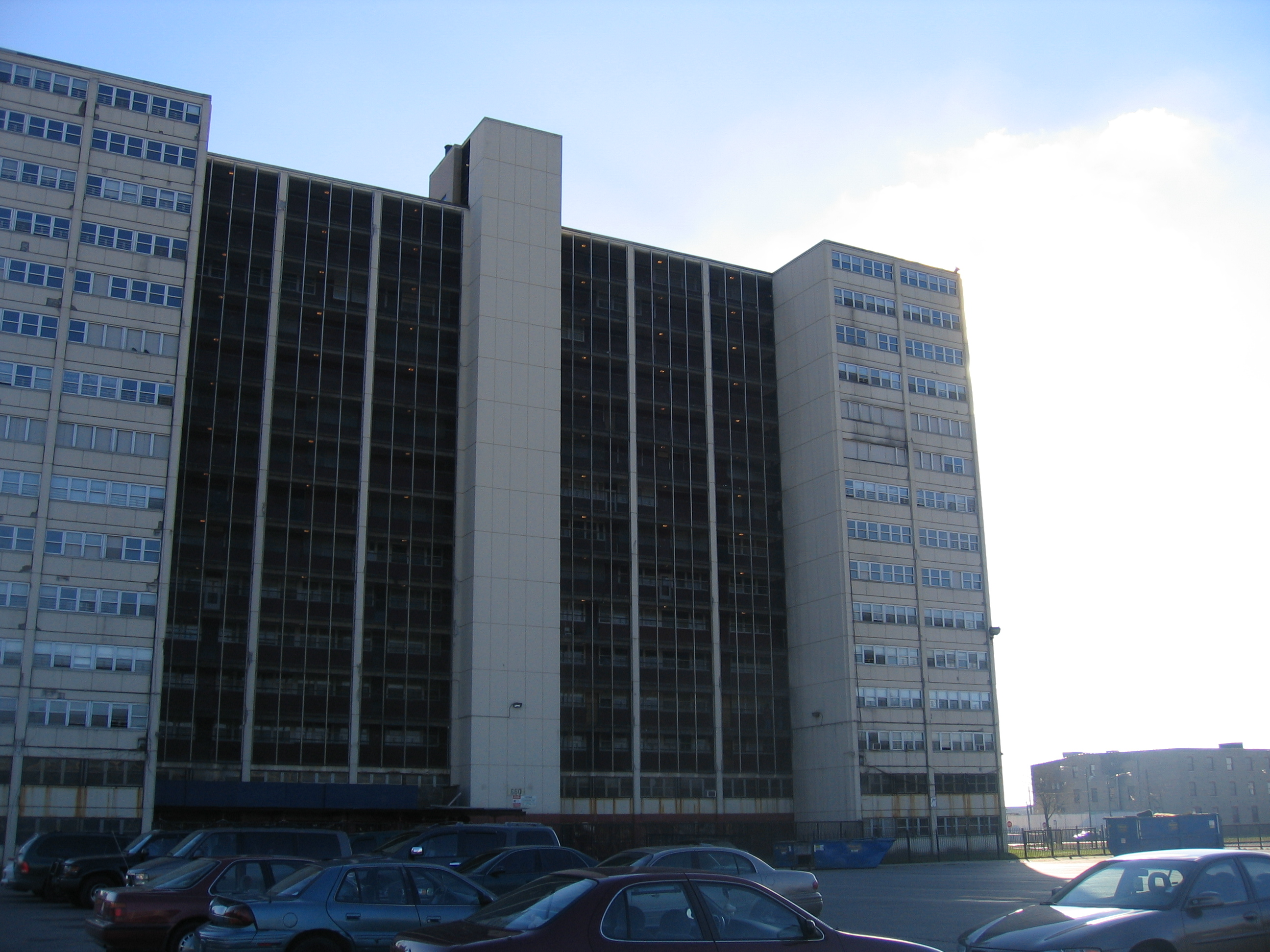
Autre immeuble vers 2006.
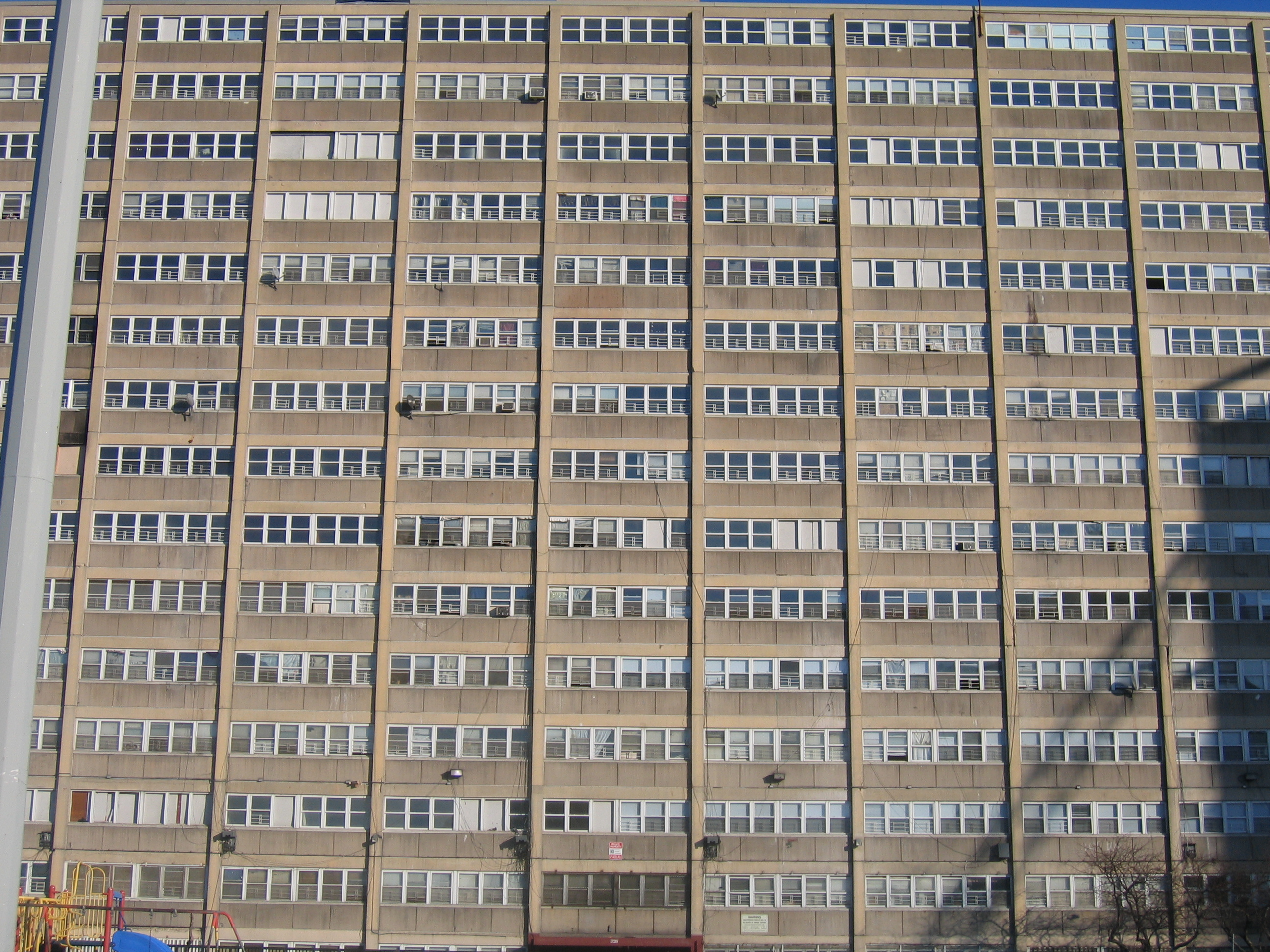
Façade d'une barre d'immeuble.
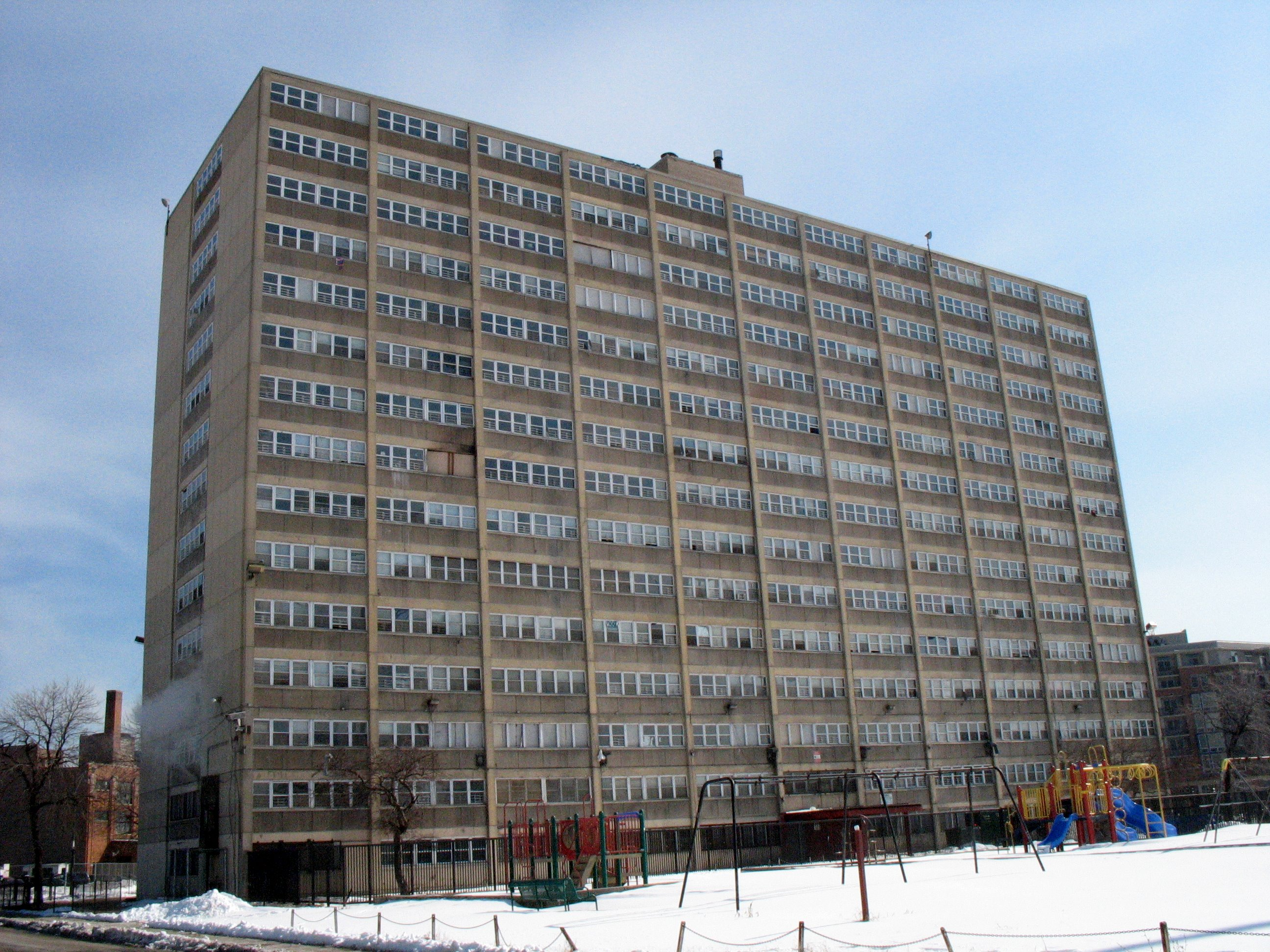
2010.